# Јавне чесме у Зајечару
Следи списак јавних чесми у Зајечару:
| Слика | Назив чесме                             | Друго име/старо име                                                                 | Локација                                                        | Подигнута |
| ----- | --------------------------------------- | ----------------------------------------------------------------------------------- | --------------------------------------------------------------- | --- |
|       | Чесма на Тргу ослобођења                |                                                                                     | Трг ослобођења                                                  | 1895. |
|       | Mаркова чесма                           |                                                                                     | Кумановска улица, испред Матичне библиотеке „Светозар Марковић” | 1934. |
|       | Јанковићева чесма                       | Чесма код биоскопа                                                                  | Улица Светозара Марковића, у пасажу код биоскопа „Тимок”        | 1930. |
|       | Тацкова чесма                           |                                                                                     | Трг између Истарске, Јакшићеве и Македонске улице               | 1935. |
|       | Милошевићева чесма                      | Чесма код Интерекса                                                                 | Угао Дубровачке и улице Зорана Радмиловића                      | Прва половина 20. века                                                                                        |
|       | Чесма Зеленгора                         |                                                                                     | Угао Хајдук Вељкове и улице Ђорђа Симеоновића                   | Прва половина 20. века                                                                                        |
|       | Чесма код Острва                        | Чесма код Говеђе пијаце                                                             | Угао Хајдук Вељкове и улице Ивана Милутиновића                  | Прва половина 20. века                                                                                        |
|       | Чесма у насељу „Краљевица”              | Чесма „Краљевица”, чесма у АВНОЈ-у                                                  | Угао улица Љубе Нешића и Обилићевог венца                       | Прва чесма је изграђена у првој половини 20. века. Данашња чесма је подигнута 2018. године                    |
|       | Чесма „Два брата”                       | Чесма код (кафане) „Два брата”, Јеремићева чесма                                    | 60-те године 20. века                                           | Угао улица Николе Пашића и Народне Републике                                                                  |
|       | Чесма „Код Воћара”                      | Нова чесма, Чесма „Воћар”                                                           | Угао улица Николе Пашића и Светозареве улице.                   | 1954. |
|       | Чесма код некадашње фабрике „Јединство” | Чесма „код Јединства”, чесма „код Кожаре”, чесма код Зајечар Промета                | Чупићева улица                                                  | 1927 — 1937.                                                                                                  |
|       | Чесма Подлив 1                          | Чесма у Подливу                                                                     | Угао улица Војничке и Гундулићеве                               | 1984 — 1986.                                                                                                  |
|       | Ђорђевићева чесма                       | Чесма код каменоресца Крстића, Крстићева чесма                                      | Угао улица Ђуре Салаја и Војводе Путника                        | 1931. |
|       | Чесма Златна звезда                     | Чесма код Златне звезде                                                             | Угао улица Призренске и Косанчићевог венца                      | Израђена након Првог светског рата а реновирана 80-тих година 20. века.                                       |
|       | Чесма у Крфској улици                   | Чесма код „Тритона“, чесма код Паркинга, чесма код хотела „Србија”                  | Крфска улица, у близини хотела „Србија–ТИС”                     | Прва чесма изграђена је у првој половини 20. века. Данашња чесма је подигнута почетком 90-тих година 20. века |
|       | Чесма Кључ                              | Чесма у Кључу 3, Чесма код зграде А6                                                | Угао Пожаревачке и Станоја Главаша                              | Прва чесма изграђена је 1983. Друга чесма је на месту старе сазидана 2018.                                    |
|       | Чесма у насељу Кључ 3                   | Чесма у Кључу 3, Чесма код вртића                                                   | Улица XIV српске ударне бригаде                                 | 1984. |
|       | Недељкова чесма                         | Чесма у Котлујевцу, чесма „Код Деветке”                                             | Угао улица Новосадске и Вардарске                               | 1982. |
|       | Чесма „Две луле”                        | Чесма „Бели Брег“                                                                   | Угао улица Боривоја Цоловића и Црвене армије                    | 1983. |
|       | Чесма на старом звезданском путу        | Чесма „код звезданске кривине“, Чесма код Котлујевачке кривине, Чесма код ОМВ пумпе | Угао улица Добривоја Радосављевића и Станоја Гачића             | Друга половина 20. века                                                                                       |
|       | Чесма код средњих школа                 | Чесма код некадашње бензинске пумпе                                                 | Угао улица Кумановска и Тимоче буне                             | Друга половина 20. века                                                                                       |
|       | Чесма у Улици Бранка Перића             | Чесма у насељу Влачић                                                               | Улица Бранка Перића                                             | 1985. |
|       | Чесма код железничке станице            |                                                                                     | Улица Војводе Путника                                           | Након Првог светског рата                                                                                     |
|       | Пајићева чесма                          |                                                                                     | Угао улица Светозара Марковића и Народног фронта                | 1928. |
|       | Чесма у насељу „Плажа”                  | Мусина чесма, Чесма код фарме Видрица                                               | Тетовска улица                                                  | 1983. |
|       | Чесма код Попове плаже                  |                                                                                     | Улица Генерала Гамбете                                          | Почетак 21. века                                                                                              |
|       | Чесма код ОШ „Љубица Радосављевић-Нада” |                                                                                     | Између ОШ „Љубица Радосављевић Нада” и улице Ивана Милутиновића | 1984. |
|       | Чесма код некадашњег ресторана „Чесма”  | Три чесме                                                                           | Угао Чегарске и улице Црвене армије                             | 1983. |
|       | Чесма „Лувр”                            |                                                                                     | Дубровачка улица                                                | Прва половина 20. века                                                                                        |